# Мечковская, Нина Борисовна
Ни́на Бори́совна Мечко́вская (бел. Ніна Барысаўна Мячкоўская; род. 29 октября 1946, Брест, БССР) — советский и белорусский лингвист, специалист в области теоретического и славянского языкознания. Доктор филологических наук (1986), профессор Белорусского государственного университета (1987).

## Биография
1963 — закончила среднюю школу № 2 в Бресте, с медалью
1963‒1968 — студентка филологического факультета Белорусского государственного университета, диплом с отличием
1968‒1971 — аспирантка Белорусского государственного университета; кандидатская диссертация «Морфолого-семантический очерк русской терминологии языкознания» (1971); научный руководитель профессор Михаил Гапеевич Булахов
1977, 1981, 1988 — стажировки в МГУ имени М. В. Ломоносова
1984‒1986 — докторантура Белорусского государственного университета; докторская диссертация «Концепции и методы грамматик XVI–XVII вв. как элемента книжно-письменной культуры восточного славянства»
2002 — стажировка на Семинаре славистики Рурского университета (г. Бохум) по гранту, предоставленному Германским Институтом академических обменов DAAD (Deutscher Аkademischer Austauschdienst).

## Преподавание и другая работа на филологическом факультете БГУ с 1971 года по настоящее время
Основные курсы:
для студентов: современный русский язык, старославянский язык, словенский язык, общее языкознание, психолингвистика;
для магистрантов: методология лингвистики, семиотика и философия языка; греко-латинская лексика в современной гуманитарной терминологии;
спецсеминар для студентов и аспирантов (до 2016 г.): «Психолингвистика и психология коммуникации».
Руководство аспирантами: 1992‒2021 — 30 специалистов защитили кандидатские диссертации, один — докторскую.
2002–2015 — ответственный редактор журнала «Веснiк Беларускага дзяржаўнага універсітэта. Серыя Філалогія».
Работа за рубежом:
1989‒1990 (1 семестр) — консультант АСПРЯЛ (Американская ассоциация преподавателей русского языка, офис в Вашингтоне);
1999‒2000 (1 семестр) — приглашенный профессор на Семинаре славистики филологического факультета Рурского университета (г. Бохум);
2003 (осенний семестр) — приглашенный профессор на отделении славистики философского факультета университета в Любляне (Республика Словения);
2010 (осенний семестр) — приглашенный профессор на отделении славистики философского факультета Йенского университета имени Фридриха Шиллера;
Доклады на научных конференциях в университетах городов Базель, Белосток, Берген, Берлин, Бохум, Варшава, Екатеринбург, Йена, Киев, Краков, Лодзь, Лондон, Люблин, Любляна, Львов, Москва, Одесса, Санкт-Петербург, Фагерудд (Швеция).

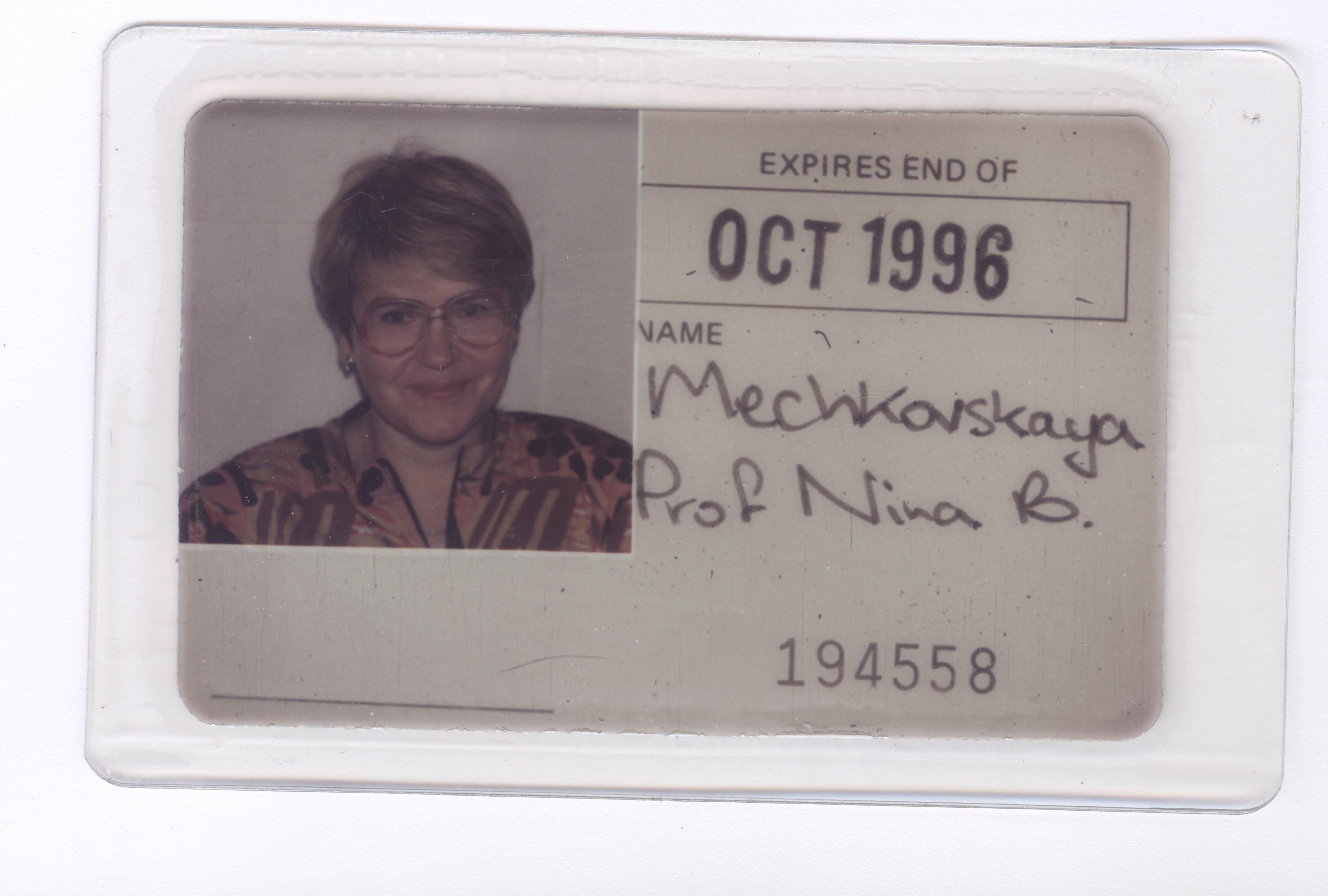
Читательский билет Британского музея

## Публикации. Отдельные издания
Ранние восточнославянские грамматики. Минск: изд-во «Университетское», 1984.
Словенский язык. Минск: изд-во «Университетское», 1991.
Рыторыка ў культурах заходнiх i ўсходнiх славян: Тэндэнцыi развiцця ў XV–XVII стагоддзях. Мiнск: «Навука і тэхніка», 1993.
Социальная лингвистика. М.: Аспект Пресс, 1994. Переиздания: М., 1996; 1998; 2000.
Modalität und Modus: Allgemeine Fragen und Realisierung im Slavischen. Wiesbaden, 1994 (соавторы: H. Jachnow, B. Norman, A. Suprun).
Язык и религия. Курс лекций по филологии и истории религий. М.: Фаир, 1998.
Типология графико-орфографических реформ в истории славянской письменности: фонетико-фонологические и социосемиотические аспекты. Минск: изд-во «Университетское»,1998.
Personalität und Person. Wiesbaden, 1999 [соавторы: H. Jachnow, B. Norman, B. Plotnikov].
Общее языкознание: Структурная и социальная типология языков. Минск: Вышэйшая школа, 2000. Переиздание: Минск, 2004.
Общее языкознание: Структурная и социальная типология языков. М.: Флинта; Наука, 2001. В 2001–2020 гг. 10 переизданий.
То же: в переводе на азербайджанский язык. Баку, 2013.
Белорусский язык: Социолингвистические очерки. München: Verlag Otto Sagner, 2003; электронное переиздание 2019.
Семиотика: Язык. Природа. Культура / Курс лекций. М.: Академия, 2004; переиздания: 2007; 2008.
Kognition, Sprache und phraseologische / parömiologische Graduierung‒Wiesbaden, 2005. (соавторы: H. Jachnow, A. Kiklevič, B. Norman, M. Wingender).
Мовы і культура Беларусі. Нарысы. Мінск: выд. «Права I эканоміка», 2008.
История языка и история коммуникации: От клинописи до Интернета. М.: Флинта; Наука, 2009; переиздание: 2016.
Философия языка и коммуникации. М.: Флинта; Наука, 2017; переиздание: Флинта; Наука, 2018.
Практикум по общему языкознанию, методологии лингвистики и философии языка. М.: Флинта; Наука, 2019; переиздание 2023 г.

## Избранные статьи
[В энциклопедии «Религия»:] Апракос, Богослужебные книги, Глоссолалия, Гомилетика, Догмат, Ipsе dixit, Имяславие, Иснад, «Книжная справа», Литургические языки, Минеи, Народные языки в храме, Неконвенциональное восприятие знака в религии, Паремийник, Профетические и апостольские языки, Религиозная коммуникация, Религиозной литературы жанры, Религиозной православной литературы жанры, Религиозно-культурное двуязычие, Slavia Latina, Slavia Orthodoxa, Сакральный язык, Служебник, Старославянский язык, Сунна, Типикон, Требник, «Триязычная ересь», Часослов // Религия: Энциклопедия / Составление и общая редакция А. А. Грицанов, Г. В. Синило. Минск: Книжный Дом, 2007.
[В энциклопедии «Информационное общество. XXI век»:] Авторское право, Апостольские, сакральные и литургические языки, Биокоммуникация на уровне ДНК, генов и внутри организма, Биологическая информация и «языки» животных, Великие географические открытия и их следствия в истории коммуникации, Демократизация общения и языков, Жесты и мимика, Запрещенные книги, Защита информации в Древнем мире и в Средние века, Знаки-симптомы, знаки-копии, знаки-символы, Инкунабулы, книги первых десятилетий эпохи книгопечатания, Информационные революции, Иоганн Гутенберг и начало европейского книгопечатания, Искусства как информационно-семиотические порождающие системы, Искусственные знаковые системы, Коммуникация в Древнем мире и в Средние века, Коммуникация в индустриальном обществе, Коммуникация и языки в первобытно-общинном мире, Магия и язык, Макрокоммуникация между социумами, Мифология и фольклор как две ступени в истории сознания, Мужские и женские языки, Музыка как коммуникация, Метакоммуникация, Метасемиотика, Метаязык и метаязыковая функция языка, Паралингвистика, Первые информационные революции: роль письма и книгопечатания в истории коммуникации, Религии мировые и переводы Писания, Религиозные заботы о церковном слове  как первоисточник филологии, Религиозные факторы в истории языков и общения, Религия как коммуникация, Реформация и ее роль в истории коммуникации, Реформы письма: «технические» и социальные аспекты, Семиотика книги, Танец как коммуникация, Универсальные черты языков земного шара, Франциск Скорина, первопечатник восточного славянства, Эразм Роттердамский в истории коммуникации, Язык и другие возможности передачи информации в природе и обществе // Энциклопедия для школьников и студентов: в 12 т. Т. 1: Информационное общество. XXI век / под общ. ред. В. И. Стражева. Минск: Белорус. энцикл. им. П. Бровки, 2009.
Между лингвистикой и философией познания: Н. Д. Арутюнова и группа «Логический анализ языка» // Russian Linguistics. Vol. 20. 1996. № 2‒3. P. 283—293.
Винцент Дунин-Марцинкевич не был автором водевиля «Пинская шляхта» // Wiener Slawistischer Almanach, Bd. 46, 2000. S. 225—238.
Кирилло-мефодиевское наследие в филологии Slavia Orthodoxa и языковые вопросы в русском православии XX века // Славяноведение, 2000, № 2. С. 3—17.
Русский язык и русистика в освещении немецких русистов // Russian Linguistics, vol. 24, 2000, № 2. P. 149—166.
В философско-семиотическом макромире лингвистики. О книге Н. Д. Арутюновой «Язык и мир человека» (М., 1998) // Russian Linguistics, vol. 25, 2001, № 1. Р. 85—103.
«И пространство торчит прейскурантом»: Число и слово в поэтике Иосифа Бродского // Quantität und Graduierung in der natürlichen Sprache (=Die Welt der Slaven. Sammelbände. Bd. 11). München: Verlag Otto Sagner, 2001. S. 97—122.
Грамматические рукописи и лингвистические идеи Федора Поликарпова. К выходу в свет издания: «Федор Поликарпов. Технология. Искусство грамматики». Издание и исследование Е. Бабаевой. Санкт-Петербург, 2000 // Russian Linguistics, vol. 26, 2002, № 3. Р. 363—373.
Национально-культурные оппозиции в ментальности белорусов (на материале белорусских паремий и фразеологизмов с этнолингвонимами и топонимами) // Встречи этнических культур в зеркале языка: (в сопоставительном лингвокультурном аспекте). Москва: Наука, 2002. С. 215—229.
Das Thema "Sprache und Kultur" in der postsowjetischen russischen Sprachwissenschaft (ein analytischer Überblick) // Zeitschrift für Slawistik, Bd. 47, 2002, Heft 3, S. 305—326; Heft 4, S. 375—409 (Соавтор Helmut Jachnow).
Постсоветский русский язык: новые черты в социолингвистическом статусе // Russian Linguistics, vol. 29, 2005, № 1. С. 49—70.
От текстологии рукописной книжности к футурологии искусства: о работе Д. С. Лихачева «Будущее литературы как предмет изучения» (1969) // Мова. Науково-теоретичний часопис з мовознавства [Одеса], 2006, № 1. С. 7—12.
Лингвистический киберпанк в русском Интернете: функции и виды языковой игры с английскими заимствованиями // Slavistična revija [Ljubljana], 2007, № 1–2. S. 47–65.
Речевое общение в жизни, в романе и драме: коммуникативные инварианты и семиотические метаморфозы (на материале романов и пьес Михаила Булгакова) // Логический анализ языка. Моно-, диа-, полилог в разных языках и культурах / Отв. ред. Н. Д. Арутюнова. М.: Индрик, 2010. С. 252‒277.
Постсоветские языки в условиях государственного суверенитета и расцвета информационных технологий // Веснік БДУ. Серыя IV, 2011, № 2. С. 75—82. URL: http://www.elib.bsu.by/bitstream/123456789/13890/1/75-82.pdf
Почему в постсоветской Беларуси всё меньше говорят на белорусском языке? // Неприкосновенный запас [Москва], 2011, № 6. С. 207—224.
Будущее языка, явленное в поэзии Велимира Хлебникова // Логический анализ языка. Лингвофутуризм. Взгляд языка в будущее / Отв. ред. Н. Д. Арутюнова. М.: Индрик, 2011. С. 351‒366.
Stulecie Białoruskiego odrodzenia Narodowego: główne wydarzenia i trendy w historii samoświadomości językowej i sytuacji językowej na Białorusi // Tożsamości zbiorowe Białorusinów / Red. Ryszard Radzik. Lublin: Wydawnictwo Uniwersytetu Marii Curie-Skłodowskiej, 2012. S. 105‒186.
Повседневное общение, речь ребенка и речевые расстройства: “гомологические” сходства гетерогенных и разновекторных процессов // Известия РАН. Серия литературы и языка. Т. 72, 2013, № 2. С. 3‒19.
У лінгвістычнай лабараторыі прафесара Генчэля: метады і вынікі даследавання трасянкі // Веснiк БДУ. Серыя IV, 2013, № 2. С. 62‒69.
Маяковский и Хлебников: различия языковых программ и практик в русском авангарде // Мова [Одесса], 2014, 20. С. 9‒16.
Надсознательная коммуникация в социумах и внутриклеточные «информационные» процессы: семиотические метафоры или неочевидная реальность? // Slavistična revija, 2014, št. 3. S. 435‒450.
Slavische Sprachen in der konfessionellen sakralen Sphäre // Slavische Sprachen – Slavic Languages. Vol. 2. / Hrsg. von P. Kosta, K. Gutschmidt, S. Kempgen, T. Berger. Berlin etc.: Moton de Gruyter, 2014. S. 2028‒2038.
Die weißrussische Trasjanka und der ukrainische Suržyk: Quasi-ethnische, russifizierte Substandards in der Geschichte der sprachlichen Situation // Trasjanka und Suržyk – gemischte weißrussisch-russische und ukrainisch-russische Rede. Sprachlicher Inzest in Weißrussland und der Ukraine? G. Hentschel / O. Taranenko / S. Zaprudski (Hrsg.) Frankfurt am Mein: Peter Lang, 2014. S. 53‒90.
Как интернет и Википедия разрушают авторское право и почему особенно трудно гуманитариям // Социология [Минск], 2015, № 3. С. 83‒94.
Эльжбета Смулкова: рысы асобы ў творах і жыцці // Беларуска-польскія моўныя, літаратурныя, гістарычныя і культурныя сувязі: зборнік артыкулаў у гонар праф. Э. Смулковай / пад рэд. І.Э. Багдановіч, М.І. Свістуновай. Мінск: Выд. цэнтр БДУ, 2016 (Беларусіка=Albaruthenica; кн. 37). С. 18‒25.
Языковая демократизация, либерализация и встречные процессы: соотношение стихии и планирования // Труды Института русского языка им. В. В. Виноградова. Вып. 13. Культура русской речи / Главн. ред. А. М. Молдован. М., 2017. С. 75‒88.
Белорусская «трасянка» как яблоко раздора и как оселок метода // Русский язык в научном освещении, 2018, № 35. С. 226–250.
Русский язык в постсоветское время: что сокращает и что расширяет общение по-русски? // Slavica Helsingiensia [Хельсинки], 2019. № 52. С. 226‒239. 
Заимствования в первой тысяче самых частых белорусских, словенских и русских слов: опыт интерпретации количественных и содержательных различий // Slavistična revija [Ljubljana], 2020, № 3. S. 311‒334.
Модели коммуникации в русском авангарде: «Госпожа Лени́н» футуриста Хлебникова и «Елизавета Бам» обэриута Хармса // Абсурд в языке и коммуникации / Сб. ст. / Сост., отв. ред. Л. Л. Федорова. Москва: РГГУ, 2020. С. 160‒185.
Универсальное, типичное и индивидуальное в семантике языков: биологические и культурно-исторические истоки сходств // I Międzynarodowy Kongres Etnolingwistyczny. Тоm 1: Etnolingwistyka – bilans dyscypliny: stan badań, metody i postulaty badawcze / Red. naukowa:  St. Niebrzegowska-Bartmińska / Zbiór artykułów. Lublin: UMCS, 2022. S. 75‒95.
Презентация белорусского торгового бизнеса на собственных сайтах: реклама или самоутверждение? // Журнал Белорусского государственного университета. Филология, 2022, № 3. С. 40‒54.

## Награды и премии
Диплом лауреата премии имени В. И. Пичеты за создание цикла из трех авторских учебных пособий для вузов (2001)
Почетная грамота Высшей аттестационной комиссии Республики Беларусь за многолетнюю плодотворную работу по подготовке и аттестации научных работников высшей квалификации (2006)
Диплом Белорусского государственного университета за Первое место в конкурсе на лучшего руководителя и организатора научно-исследовательской работы студентов и аспирантов в номинации «Подготовка кадров высшей квалификации» (2010)
Медаль Франциска Скорины (2017)